# 銅門祠
銅門祠，又稱銅門神社，是位於今臺灣花蓮縣秀林鄉銅門村的臺灣基督長老教會銅門教會禮拜堂附近的神社。創設時屬於花蓮港廳花蓮郡蕃地，主祭開拓三神與北白川宮能久親王。

## 沿革
銅門祠於昭和十一年（1936年）6月27日舉行鎮座式。據新聞報導，鎮座祭從上午10點開始，列席者包括花蓮港廳長藤村寬太、警務課長手貝千代志等人。儀式後的慶祝宴上，祭典委員長報告神社工程經過，並有銅門小學校兒童、處女會會員斗人表演獻神舞蹈。昭和十三年（1938年），《臺灣日日新報》報導該神社於6月27日舉行大祭的事。
後來在神苑內建有一座紀念高砂義勇隊之忠魂碑，於昭和十八年（1943年）12月19日上午10:30舉行揭幕式。揭幕式有不少官員到場參加，整個儀式在11點左右結束，而後還有舉行宴會、奉納演藝、相撲等活動。昭和十九年（1944年），銅門地區發生洪水造成銅門發電所受創，據說銅門祠也有受到影響。
二次大戰後的不久，據說銅門祠建物大致仍保存良好。但民國40年（1951年）花蓮發生大地震，銅門祠也遭受到嚴重的毀損，當時神社拜殿屋頂瓦片及柱子皆有位移甚至瓦片掉落之情形。民國89年（1990年）6月23日銅門地區發生嚴重土石流，銅門村12、13鄰慘遭淹沒，當時銅門祠也在這次事件中遭淹沒。
目前原址現已成為攔砂壩，不過仍保留一座遭推倒之忠魂碑於原紀念碑基座後方。另外有兩座石燈籠中段竿從神社原址沖至下游，被當地居民發現，撿回來安置。